# Dapsa edentata
Dapsa edentata es una especie de coleóptero de la familia Endomychidae.

## Distribución geográfica
Es endémica de Tenerife, en las islas Canarias (España).